# Prawo umieralności Makehama-Gompertza
Prawo umieralności Makehama-Gompertza – teoretyczny model umieralności w populacji stworzony w XIX w. na potrzeby nauk aktuarialnych. Stanowi on, że natężenie wymierania dla danego wieku jest sumą stałej wartości niezależnej od wieku (człon Makehama) i składnika zależnego od wieku wykładniczo (człon Gompertza).
W 1824 r. Benjamin Gompertz postawił hipotezę, że natężenie umieralności jest funkcją wykładniczą.
{\displaystyle \mu _{x+t}=Bc^{x+t},\quad B>0,c>1,t>0.}
W 1860 r. William Makeham uzupełnił formułę Gompertza o stały, niezależny od wieku człon {\displaystyle A.}
{\displaystyle \mu _{x+t}=A+Bc^{x+t},\quad B>0,c>1,t>0.}
Prawo Makehama-Gompertza stosunkowo poprawnie opisuje dynamikę śmiertelności w populacji dla przedziału wiekowego 30–80 lat.